# Pionca
Pionca è una frazione del comune di Vigonza, in provincia di Padova, regione Veneto.
L’origine del nome "Pionca" è incerta. Potrebbe derivare da "Pluncam", ovvero ponte o passaggio. Pionca è anche il nome di un corso d'acqua (scolo Pionca) che nasce nei pressi della frazione di Barbariga, a Vigonza, dalla confluenza tra gli scoli del fiume Tergola denominati Pionchetta Nord e Pionchetta Sud (entrambi situati nel territorio della frazione di Pionca). Lo scolo Pionca attraversa i comuni di Pianiga e Dolo, immettendosi nel fiume Brenta nei pressi di Mira.
Nel Medioevo, e fino al XVII secolo, il paese era conosciuto con il nome "Plonca" o "Plunca", divenuto poi "Pionca".
La frazione si trova all’interno della Centuriazione del territorio di Padova, in un'area chiamata Cis Musonem, ovvero “al di qua del fiume Musone”.
Attraverso Pionca passa ancora oggi una strada di rilevanza storica, via Cornara, che conserva per lunghi tratti la larghezza originaria di venti metri. Considerata una delle meglio conservate dell’antica centuriazione patavina, via Cornara corre parallela al Cardo maximus, cioè all’antica via Aurelia (oggi "Strada del Santo"). Sembra che in epoca romana partisse da via Altinate, nel centro storico di Padova, attraversando anche le località di Camin, Tombelle e Sambruson.

## Storia
Il primo riferimento documentato a Pionca si trova nel testamento del Doge di Venezia Giustiniano Partecipazio, datato 829, in cui sono descritti i confini di quindici masserie locali.  
Una di queste era delimitata dal fiume "Pionca". In quel periodo, questi territori si trovavano a ridosso delle terre appartenenti al vescovo di Treviso, con confini poco precisi.
Un altro importante riferimento compare in un atto del 5 ottobre 1177 di Papa Alessandro III, in cui il pontefice dichiarava di prendere sotto la sua protezione la "Vignam Pluncam" (vigna di Pionca).
Negli archivi parrocchiali si trovano ulteriori notizie storiche: la più antica risale al 1211 e riguarda la restituzione, da parte di Jacopo da Sant'Andrea, di beni situati a Pionca ai monaci benedettini dell’Abbazia di Sant'Ilario, precedentemente usurpati.
Pionca è citata anche nella storia della nobile famiglia padovana dei Badoer da Peraga.
In seguito al matrimonio celebrato nel 1256 tra il nobile veneziano Marino Badoer e Balzanella Da Peraga, il giuspatronato sulla chiesa di Pionca passò ai Badoer da Peraga, che lo mantennero fino al 1836. Marino era figlio di Marco "di Santa Giustina", capitano che nel 1256 spodestò Ezzelino III da Romano, mentre Balzanella era l’ultima erede dei Da Peraga, figlia di Pietro, giustiziato nel 1251 dallo stesso Ezzelino insieme al fratello Giovanni, a causa del matrimonio della sorella Guardionessa con Tiso VIII da Camposampiero, nemico del tiranno.
Tra il 1318 e il 1326, durante il conflitto tra Verona e Padova, le truppe di Cangrande della Scala occuparono le campagne di Pionca. In quel periodo si verificò anche uno scontro presso il ponte del Tergola a Vigonza.
Secondo gli archivi parrocchiali, nel 1319 un violento incendio devastò Pionca, Peraga e Vigonza.
Nel giugno del 1388, Francesco I da Carrara, detto “Il Vecchio”, abdicò in favore del figlio Francesco II "Il Novello". Nonostante la fedeltà dei Badoer da Peraga ai Carraresi, Francesco II venne informato che Albertino e Giacemmo da Peraga stavano tramando per favorire una coalizione tra Gian Galeazzo Visconti, signore di Milano, e la Repubblica di Venezia, con l’obiettivo di sottrarre Padova ai Carraresi. I due furono giustiziati e i loro beni, compresi quelli situati a Pionca, confiscati.
Il 21 novembre 1388, Francesco II fu costretto a cedere Padova alle truppe milanesi. Il 24 novembre, tramite atto notarile, restituì i beni ai fratelli Geremia e Bartolomeo da Peraga, e ai figli del loro fratello defunto Marino, nel tentativo di riottenere il loro appoggio. Le proprietà restituite comprendevano terreni situati anche a Pionca.
Tornato al potere nel 1390, Francesco II revocò la donazione, ritenendo i Badoer da Peraga ancora fedeli a Milano, e confiscò nuovamente i beni.
Il 14 gennaio 1407, la Repubblica di Venezia occupò Padova e confermò ai Badoer da Peraga la proprietà dei beni su cui vantavano diritti precedenti.
Durante la dominazione veneziana, Pionca, insieme a Codiverno, faceva parte della podesteria di Camposampiero.  
Nel 1797, con la caduta della Repubblica di Venezia e l’arrivo delle truppe di Napoleone Bonaparte, il Veneto fu riorganizzato in dipartimenti. Nei primi anni del XIX secolo nacque il Comune di Vigonza, al quale appartenne fino al 1819 anche la frazione di Mellaredo, oggi in Pianiga.
Il 4 aprile 1816, Pionca risultava ancora parte del distretto IV ("di Campo-Sampietro") della Provincia di Padova, nel comune di "Villa Nuova", insieme ad altre località come Caltana di Murelle, Codiverno Ss. Trinità, Codivernarolo, Fiiumicello, Murelle ossia Zerbo, Musselini, Pieve di Sn. Prosdocimo, Puotti (porz.), Pionca e Zerbo ossia Murelle.
L’appartenenza di Pionca al Comune di Vigonza è confermata dal Dizionario corografico-universale dell’Italia, vol. I, parte seconda (1854), nel quale Guglielmo Stefano descrive Pionca come frazione del comune di Vigonza, distretto e provincia di Padova. Sta presso la riva destra del Tergola, 4 miglia a greco da Padova. I suoi dintorni sono ubertosi di cereali e abbondanti di viti e gelsi. Nel villaggio si contano circa 600 abitanti.  
Nello stesso volume, Vigonza è definita villaggio del Veneto, provincia e distretto I di Padova, che colle frazioni di Carpani, Roaro, Salgarelle, Perarollo, Seraggi di Perarollo, S. Vito oltre Brenta, Peraga, Santa Maria di Peraga, Peraga Esente, Pionca, Codiverno, SS. Trinità e Codivernarolo, conta 5 600 abitanti. Giace in amena ed ubertosa pianura, a breve cammino da Padova.

## La chiesa e gli altri edifici parrocchiali
Il patrono del paese è menzionato per la prima volta nella decima papale del 1297, che cita "Sant'Ambrogio di Pionca", parte della pieve di San Prosdocimo di Villanova. In quel periodo, la parrocchia era guidata da un prete Francesco, di cui non si conoscono ulteriori dettagli.
Anticamente, la chiesa parrocchiale sorgeva nei pressi della riva destra del fiume Tergola, con facciata rivolta a est. Sul lato sud si trovava il cimitero del paese. Il campanile era addossato all’edificio, anzi quasi incassato nel corpo stesso della chiesa, alla destra dell’altare maggiore, tanto che la parte inferiore era adibita a sacrestia.
L’origine della chiesa è molto antica, ma la data precisa di costruzione rimane sconosciuta. Essa è citata negli archivi parrocchiali in riferimento a due visite pastorali: la prima risale al 1438, quando Vescovo di Padova era mons. Pietro Donà; la seconda è datata 1º ottobre 1669, quando fu il vescovo di Famagosta (isola di Cipro), Giacomo Vianol, a visitare la chiesa di Pionca per conto del vescovo Barbarigo, che in quel periodo si trovava convalescente presso la villa Ruzzini di Villanova. Il vescovo Barbarigo compì poi personalmente una visita "alla parrocchia di Pionca, nel vicariato di Villanova, il 21 giugno 1680", come riportato nell'opera "Lettere di Gregorio Barbarigo ai familiari, vol. 7 (1680-1687)".
Nel 1744, l’edificio venne restaurato in stile romanico con tre altari e una sola navata, per iniziativa dell’allora parroco Giovanni Macciari di Murelle.
Con l’aumento della popolazione, la piccola chiesa risultava ormai insufficiente e poco sicura, anche per la sua vicinanza al fiume Tergola. Durante la visita pastorale dell’11 dicembre 1934, il vescovo Carlo Agostini promosse la costruzione di una nuova chiesa. Circa un anno dopo, il 20 ottobre 1935, lo stesso vescovo ritornò a Pionca per la posa della prima pietra. Tuttavia, i lavori si interruppero quando i muri avevano raggiunto soltanto l’altezza di un metro da terra.
Nel 1937, i lavori ripresero, portando l’edificio fino a un’altezza di otto metri, con la copertura delle cappelle, del battistero, degli altari e delle sacrestie. Il 6 gennaio 1945 si registrò un tentativo di nuova ripresa dei lavori, ma le difficoltà legate agli ultimi mesi del secondo conflitto mondiale resero ardua l’impresa. In quelle settimane si tenne una riunione dei capifamiglia di Pionca e si decise di organizzare una raccolta straordinaria di offerte in denaro per procurare il materiale edilizio necessario. Questo fu in gran parte recuperato acquistando e demolendo due abitazioni bombardate in località Arcella (Padova), oltre a travature commissionate a una ditta di Mejaniga (Cadoneghe) e laterizi per la copertura acquistati a Ballò.
Il materiale, tuttavia, si rivelò insufficiente a ultimare la costruzione. Perciò, il 9 giugno 1945 si deliberò la demolizione della vecchia chiesa per recuperare i mattoni e proseguire così i lavori del nuovo edificio.
La nuova chiesa fu inaugurata il 18 marzo 1946. L’anno successivo venne edificata la canonica, mentre il completamento dell’interno (soffitti, illuminazione, vetrate e decorazioni) richiese altri sei anni di lavoro.  
In quegli anni, il parroco era Don Giuseppe Buggero, il vicario foraneo don Giuseppe Meggiorin e il cooperatore don Arcangelo Masetto.
Ecco quanto si riporta nell'archivio parrocchiale a proposito del giorno dell’inaugurazione del nuovo edificio:  
Grande gioia ed entusiasmo, soddisfazione e compiacenza. Finalmente Pionca ha la sua chiesa nuova. Accolto dal suono festoso delle campane, dall'incessante salve dei mortaretti e dalla popolazione tripudiante che gremiva il piazzale, arriva sua Eccellenza Monsignor Vescovo. Sono a riceverlo il parroco Don Giuseppe Buggero, il vicario foraneo don Giuseppe Meggiorin, il cooperatore don Arcangelo Masetto e numerosi altri sacerdoti della vicaria e dei paesi vicini. L'eccellentissimo presule, dopo aver lungamente ammirato il tempio, indossava i paramenti e procedeva alla benedizione rituale. Il canto era sostenuto dai giovani di Azione Cattolica. Quindi il parroco rivolgeva a Sua Ecc. Mons. Vescovo un indirizzo in cui rievocava la sua spirituale paternità e la corrispondenza entusiasta e generosa della popolazione. Il Vescovo rispondeva con un elevato discorso in cui, dopo essersi congratulato con il parroco e il cooperatore, con gli ingegneri e i direttori dell'opera, con le imprese e il comitato, si felicitava con tutto il popolo per i sacrifici affrontati per questa nobile e santa impresa. "Ma il tempio di pietra, che oggi si erge maestoso, visibile a distanza e dominante con la sua crociera tutta la zona circostante, è simile a quel tempio che ogni uomo custodisce in sé e che la preghiera e i santi Sacramenti, amministrati nella casa di Dio, rafforzano e rendono degno del Signore. Possano" – concludeva il Vescovo – "tutti gli abitanti di Pionca trovare in questa nuova chiesa quella pace tanto sospirata, per la quale oggi viene offerto a Dio questo sacro tempio, in unione con i cari reduci tornati alla famiglia." Seguì la cresima di 33 fanciulli.
Nel novembre 1967 iniziarono i lavori per la realizzazione dell’impianto di riscaldamento della chiesa, e nell’agosto del 1969 venne posato l’attuale pavimento in marmo, con la sistemazione dell’altare maggiore, del battistero, dell’altare del Santissimo e di quello della Madonna secondo i criteri liturgici del tempo.
A ridosso della parete di fondo dell’abside si trova l’organo a canne, costruito dalla ditta Michelotto e inaugurato il 27 settembre 1963. Lo strumento fu poi restaurato il 16 maggio 1982 e inaugurato con un concerto di Pio Benedetto Nocilli. È a trasmissione elettrica e dispone di 28 registri (di cui 19 reali) su due manuali e pedale.
I lavori per l’attuale campanile di Pionca iniziarono il 4 marzo 1984 e si conclusero il 23 settembre dello stesso anno, con l’inaugurazione da parte del Vescovo Filippo Franceschi. Il nuovo campanile, alto 45 metri, sostituì quello precedente, costruito negli anni Sessanta.
Nel 1998 fu rifatto completamente l’impianto di illuminazione. A partire da aprile 2000 presero avvio importanti lavori di restauro, che interessarono il risanamento dello zoccolo perimetrale, il rifacimento della facciata in marmorino, il rafforzamento dell’intonaco, la posa di dispositivi antipiccioni e la tinteggiatura completa.  
A completamento del restauro, l’8 dicembre 2000 vennero realizzati e donati da una famiglia di Pionca tre mosaici a lunetta, collocati in corrispondenza delle tre entrate principali della chiesa. Il mosaico posto sull’ingresso di destra raffigura la Madonna con il Bambino ed è opera della Scuola Mosaicisti del Friuli di Spilimbergo.  
I lavori si conclusero nei primi mesi dell’anno successivo e furono ufficialmente inaugurati il 19 marzo 2001.
Nel 1954 venne edificata la prima Scuola Materna, rimasta operativa per sessant’anni e che, fino al 1992, poté contare sulla presenza di una comunità di religiose. La nuova Scuola dell’Infanzia è stata inaugurata il 6 settembre 2015.
Nel 1985 furono rinnovati gli impianti sportivi parrocchiali, situati a est della chiesa.
L’attuale Centro Parrocchiale venne realizzato nel marzo 1990. In precedenza, sul medesimo sito, si trovava la sala cinematografica parrocchiale, costruita nel 1957 durante il ministero di don Arcangelo Masetto, e ristrutturata nel 1960 con un aumento della capienza da 200 a 250 posti.

## Oratorio di San Gaetano
Poco a nord del centro di Pionca è situato l'oratorio che fu della famiglia Badoer da Peraga, dedicato a San Gaetano da Thiene.
Edificato nel 1698, l'oratorio è stato ricostruito nel 1758 e dal 6 novembre 1927 è di proprietà della parrocchia di Pionca.
All'interno si conserva una tela di Scuola veneta del Settecento raffigurante la Madonna con Gesù Bambino. L'oratorio custodisce, inoltre, le lapidi dei pionchesi caduti in occasione delle due guerre mondiali.
Il complesso originariamente era composto, oltre che dall'oratorio, dall'adiacente palazzo Badoer (1758) sulle cui rovine fu costruita dalla famiglia Treves Corinaldi la tuttora esistente casa padronale.

## Curiosità
La chiesa intitolata a Santa Maria e San Giuseppe nella Comunità Parrocchiale di Bonferraro e Pampuro, frazioni del comune di Sorgà a Verona, presenta struttura ed estetica praticamente identiche alla chiesa parrocchiale di Pionca.
L'edificazione dei due edifici è coeva (1938 la posa della prima pietra a Bonferraro, 1937 a Pionca). Il progetto per la Chiesa di Santa Maria e San Giuseppe è attribuito all'architetto Domenico Rupolo, già sovraintendente delle Belle Arti di Venezia.